# Reise, Reise
A Reise, Reise (németül utazz, utazz) a német Rammstein együttes negyedik stúdióalbuma. Németországban 2004. szeptember 27-én jelent meg az album, majd nem sokkal később a többi európai országban is a boltokba került. Észak-Amerikában november 16-án jelent meg a nagylemez. A Reise, Reise sok európai országban az első tíz helyezett közé került a lemezeladási listákon, Németországban pedig egészen a lista éléig jutott.
Az album címe egy régi német tengerész-kifejezés részlete: Reise, Reise aufstehen! Kommt hoch nach alter Seemannsart. A lemez címének fordítása tehát Felkelni, felkelni.

## Számok
| 1.    | Reise, Reise (Utazz, utazz) | 4:11 |
| 2.    | Mein Teil (Én részem)       | 4:32 |
| 3.    | Dalai Lama                  | 5:38 |
| 4.    | Keine Lust (Nincs kedvem)   | 3:43 |
| 5.    | Los (-talan)                | 4:24 |
| 6.    | Amerika                     | 3:47 |
| 7.    | Moskau (Moszkva)            | 4:16 |
| 8.    | Morgenstern (Hajnalcsillag) | 4:00 |
| 9.    | Stein um Stein (Kőt kőre)   | 3:52 |
| 10.   | Ohne Dich (Nélküled)        | 4:31 |
| 11.   | Amour (Szerelem)            | 4:51 |
| 47:45 |                             |      |

Ha az európai változaton a CD-t az első dal előtt visszatekerjük 26 másodperccel, a Japan Airlines 1985-ben szerencsétlenséget szenvedett 123-as járatán készült feketedoboz-felvétel egy részletét hallhatjuk. Az amerikai kiadáson a részlet az első sáv elején található, nincs elrejtve.
A Moskau című szám orosz vokálját Viktoria Fersh énekli. (Ellentétben a közhiedelemmel, miszerint a t.A.T.u. énekesnője: Julija Olegovna Volkova.)
A Stein um Stein című dal utolsó versszaka alatt egy bekötött szájú nő sikoltozása hallható a háttérben.

## Japán kiadás
2005 májusában jelent meg a Reise, Reise japán kiadása új borítóval és két, az eredeti albumon nem hallható felvétellel. Az eltérő borító egyes vélemények szerint azért készült, hogy ne sértse a lemezt ihlető repülőgép-szerencsétlenségben érintett japánok érzelmeit.

### Csak a japán kiadáson megjelent felvételek
1. Mein Teil (You Are What You Eat Edit) Remix: Pet Shop Boys
2. Amerika (Digital Hardcore Mix) Remix: Alec Empire

## Lemezborító
A borító egy feketedobozt mintáz (amely valójában narancssárga színű, hogy könnyebben felfedezhető legyen a szétszóródott roncsok között). A Digipak kiadás borítójának belső oldalán az együttes hat tagja látható, amint fegyverekkel és aktatáskákkal elhagynak egy lezuhant repülőgépet. Maga a lemez egy radar képernyőjét ábrázolja. Az összes megjelent változat tartalmazza az albumon hallható dalok szövegeit.
A lemezborító egészében a Dalai Lama című dalra utal, amely egy repülőgép-szerencsétlenségről szól.

## Külső hivatkozások
- A Reise, Reise különböző kiadásai egy gyűjtői oldalon.
- Jegyzetek az albumhoz egy rajongói oldalon. Archiválva 2005. június 9-i dátummal a Wayback Machine-ben